# Segobriga

Ausblick auf Segobriga

Segobriga war eine antike Stadt der Keltiberer auf der Iberischen Halbinsel. Ihre Überreste befinden sich etwa 4 km südlich des Ortes Saelices in der Provinz Cuenca in der heutigen Region Kastilien-La Mancha in Spanien. Die Stadt wurde von verschiedenen Autoren des Altertums erwähnt, unter anderem vom älteren Plinius, der etwa um 74 n. Chr. als römischer Reichsbeamter die Region bereiste – er bezeichnete die Stadt als Caput Celtiberiae.

## Geschichte und Lokalisierung
Lange wurde diese Bezeichnung des Plinius von der Altertumskunde als Hauptstadt der Keltiberer gelesen. Plinius meinte mit Caput aber wohl mehr die „Erste Stadt“, was auf seiner Reise die südlichste Stadt bedeutete. Der Name selbst ist keltisch und in ihrer Bedeutung unserem „Siegburg“ vergleichbar. Es handelte sich vermutlich eine befestigte Höhensiedlung, was typisch für die keltische Gesellschaft des 2. Jahrhunderts v. Chr. war. Lange hielt man auch Segorbe bei Valencia im Osten Spaniens und nahe der Mittelmeer-Küste gelegen für die Nachfolgesiedlung Segobrigas, allerdings lebten dort Iberer und keine Kelten.
In den 1980er Jahren fanden spanische Archäologen in der Nähe des Río Cigüela auf dem Hügel Cabeza del Griego („Kopf des Griechen“) gut 100 km südöstlich von Madrid inmitten römischer und visigothischer Ruinen eine Inschrift des Grabes des C. Grattius Glaucus. Dieser war bereits von einer anderen Inschrift in Tarraco bekannt, der Hauptstadt der hispanischen Provinz Tarraconensis, wo jener Hohepriester des Kaiserkultes für die gesamte Provinz verstorben war; auf seinem Grabstein wurde er als Segobrigenser bezeichnet. Es ist vor allem dem Epigrafiker Géza Alföldy von der Universität Heidelberg zu verdanken, dass diese beiden Orte und Namen in Zusammenhang gebracht wurden. Er vermutet, dass der Hohepriester der Sohn jenes Gaius Glaucus war und der Ruinenhügel somit als das antike Segobriga anzusehen ist.

## Wirtschaftliche Bedeutung
Segobriga war vor allem für die Förderung von Spiegelstein (lapis specularis) aus Bergwerksstollen bekannt, einem Luxusgut, das besonders in Rom geschätzt wurde. Schon Plinius berichtet davon, wie dieser transparente Gips in Platten gespalten wurde und als Fensterscheibe zum Schutz gegen Regen und Wetter benutzt werden konnte oder auch als repräsentativer Spiegel. Wegen seiner günstigen Lage an den Handelsrouten der Hochebene und seiner Luxusgüterproduktion wurde Segobriga zu einem beliebten Sitz für Wohlhabende und reiche Aristokraten, die sich sehr bald römischer Tradition verpflichteten.

## Heutiger Zustand

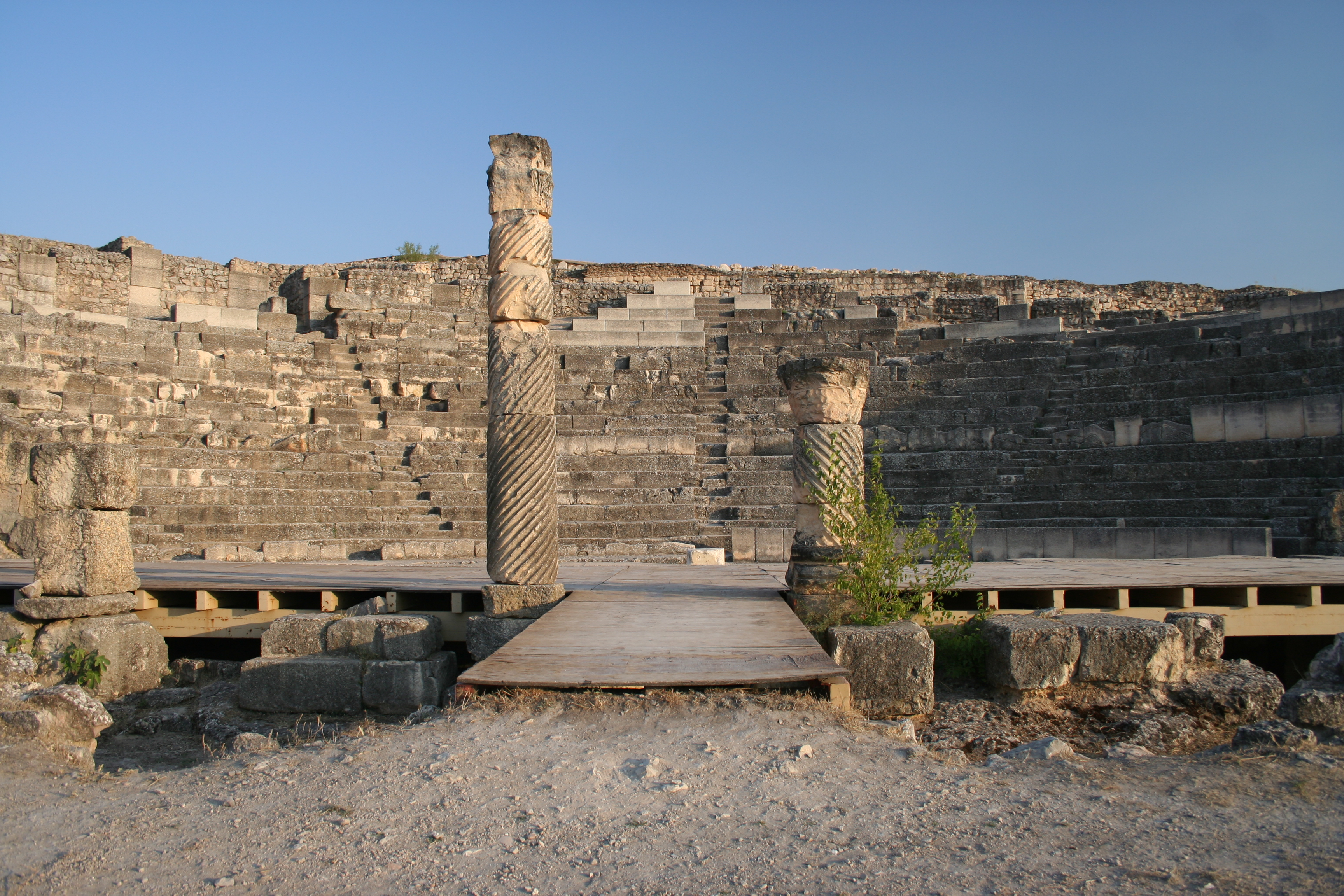
Theater

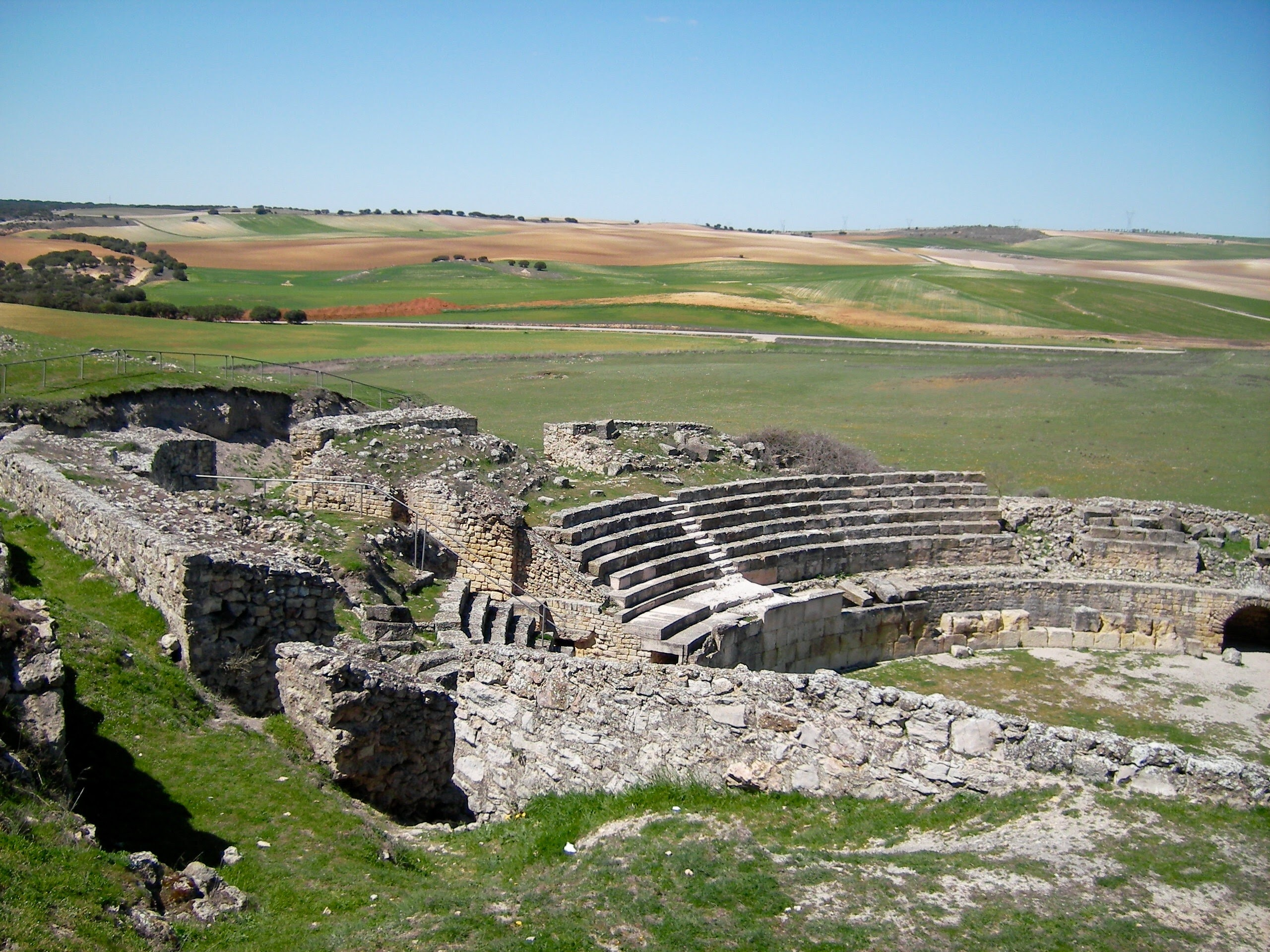
Amphitheater

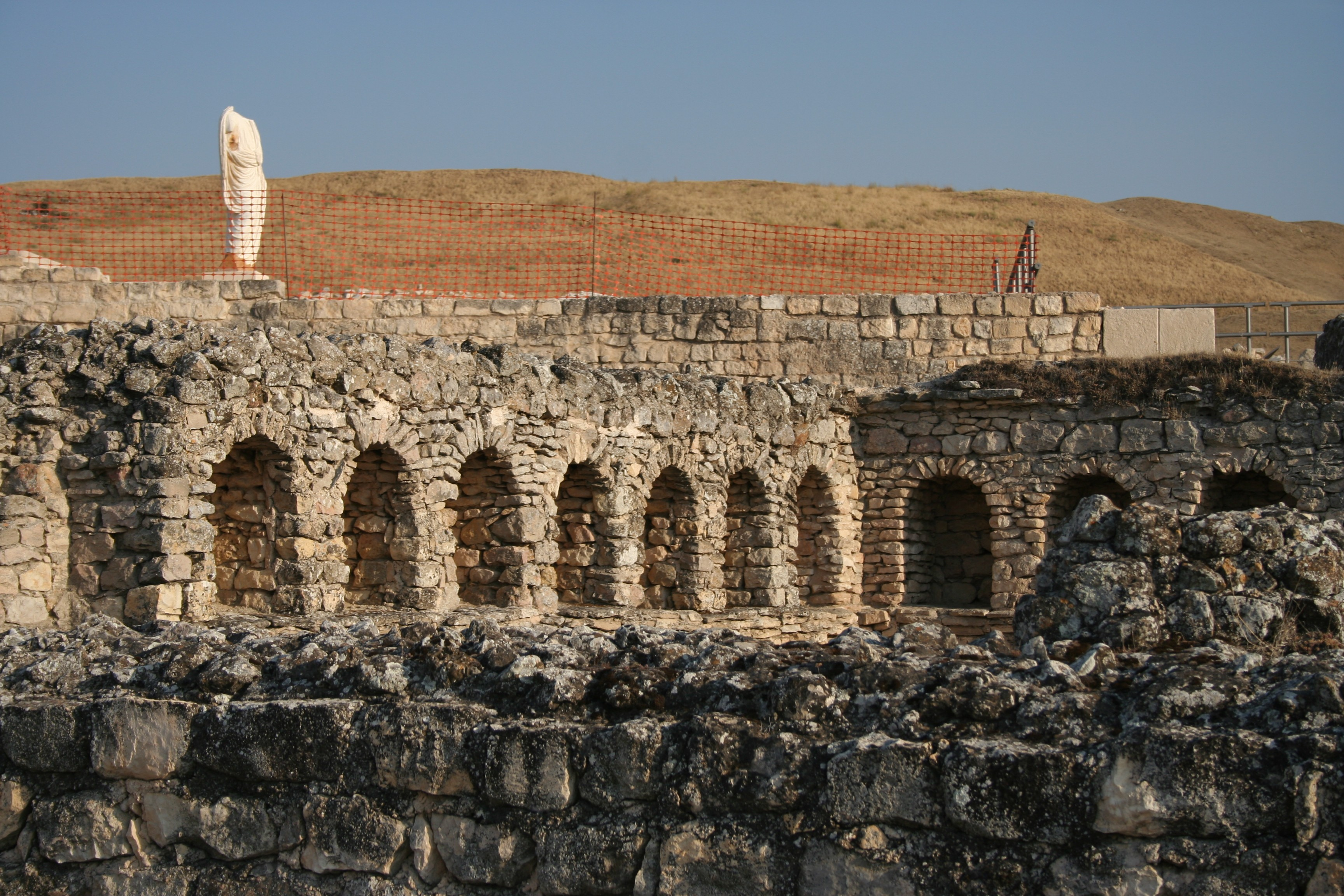
Thermen

Inzwischen ist diese Ruinenstadt der tarraconensischen Provinz weitgehend ausgegraben und in Teilen rekonstruiert worden. Man fand ein Amphitheater für 5000 Zuschauer, ein Theater, Thermen und das Forum, in dessen Nachbarschaft ein Gerichtsgebäude freigelegt wurde. Außerhalb der Stadt fand man im Jahr 2004 einen Circus, die Austragungsstätte für die beliebten Wagenrennen. In unmittelbarer Nachbarschaft zum Circus wurde in den Folgejahren eine umfangreiche Nekropole ergraben. Zum Glück für die Archäologen war die Stadt seit der Antike kaum überbaut, lediglich eine kleine Kapelle des Mittelalters stand dort und im 16. und 17. Jahrhundert wurden die Ruinen als Steinbruch für den Bau des nahegelegenen Klosters Uclés verwandt.
Unter dem Fundgut befinden sich vor allem sehr viele römische Inschriften, die von einem luxuriösen Leben berichten. Die Romanisierung erfolgte in etwa fünf Generationen von einer als aufsässig bekannten und streitlustigen keltischen Bevölkerung bis zu einem treuen und privilegierten Vasallen Roms. Eine römische Erneuerung und Umgestaltung der Stadt erfolgte bereits im Jahr 15 v. Chr.: Terrassen wurden angelegt und alle Bauten errichtet, die für eine römische Stadt als notwendig angesehen wurden. Dabei sind vermutlich die Reste der iberischen Vergangenheit gründlich zerstört worden. Die Umgestaltung endete erst in den Regierungsjahren des Kaisers Titus um 79 n. Chr.
In der Zeit der Westgoten entstanden in der Nähe der einst reichen Stadt christliche Basiliken, in denen die Bischöfe beigesetzt wurden, während der Maurenherrschaft und der Rückeroberung (reconquista) der Iberischen Halbinsel wurde die Stadt aufgegeben und verfiel. Heute ist die Ruinenstätte touristisch erschlossen.